# Gran Premi d'Austràlia del 1987
Resultats del Gran Premi d'Austràlia de Fórmula 1 de la temporada 1987 disputat al circuit d'Adelaida el 15 de novembre del 1987.

## Resultats
| Pos | No | Pilot              | Equip                    | Voltes | Temps/ Retirada   | Pos. de sortida | Punts |
| --- | -- | ------------------ | ------------------------ | ------ | ----------------- | --------------- | ----- |
| 1   | 28 | Gerhard Berger     | Ferrari                  | 82     | 1h 52' 56. 144    | 1               | 9     |
| 2   | 27 | Michele Alboreto   | Ferrari                  | 82     | + 1' 07.884 min.  | 6               | 6     |
| 3   | 20 | Thierry Boutsen    | Benetton - Ford          | 81     | + 1 Volta         | 5               | 4     |
| 4   | 3  | Jonathan Palmer    | Tyrrell - Ford           | 80     | + 2 Voltes        | 19              | 3     |
| 5   | 29 | Yannick Dalmas     | Larrousse - Ford         | 79     | + 3 Voltes        | 21              | 0     |
| 6   | 14 | Roberto Moreno     | AGS - Ford               | 79     | + 3 Voltes        | 25              | 1     |
| 7   | 10 | Christian Danner   | Zakspeed                 | 79     | + 3 Voltes        | 24              |       |
| 8   | 8  | Andrea de Cesaris  | Brabham - BMW            | 78     | Accident          | 10              |       |
| 9   | 5  | Riccardo Patrese   | Williams - Honda         | 76     | Pèrdua d'oli      | 7               |       |
| DSQ | 12 | Ayrton Senna       | Lotus - Honda            | 82     | Desqualificat     | 4               |       |
| Ret | 6  | Nelson Piquet      | Williams - Honda         | 58     | Frens             | 3               |       |
| Ret | 16 | Ivan Capelli       | March - Ford             | 58     | Accident          | 23              |       |
| Ret | 1  | Alain Prost        | McLaren - TAG            | 53     | Frens             | 2               |       |
| Ret | 18 | Eddie Cheever      | Arrows - Megatron        | 53     | Sobre escalfament | 11              |       |
| Ret | 2  | Stefan Johansson   | McLaren - TAG            | 48     | Frens             | 8               |       |
| Ret | 19 | Teo Fabi           | Benetton - Ford          | 46     | Frens             | 9               |       |
| Ret | 23 | Adrià Campos       | Minardi - Motori Moderni | 46     | Transmissió       | 26              |       |
| Ret | 30 | Philippe Alliot    | Larrousse - Ford         | 45     | Part Elèctrica    | 17              |       |
| Ret | 25 | René Arnoux        | Ligier - Megatron        | 41     | Encesa            | 20              |       |
| Ret | 7  | Stefano Modena     | Brabham - BMW            | 31     | Problemes físics  | 15              |       |
| Ret | 26 | Piercarlo Ghinzani | Ligier - Megatron        | 26     | Encesa            | 22              |       |
| Ret | 11 | Satoru Nakajima    | Lotus - Honda            | 22     | Suspensions       | 14              |       |
| Ret | 17 | Derek Warwick      | Arrows - Megatron        | 19     | Transmissió       | 12              |       |
| Ret | 9  | Martin Brundle     | Zakspeed                 | 18     | Motor             | 16              |       |
| Ret | 4  | Philippe Streiff   | Tyrrell - Ford           | 6      | Accident          | 18              |       |
| Ret | 24 | Alessandro Nannini | Minardi - Motori Moderni | 0      | Accident          | 13              |       |
| NVQ | 21 | Alex Caffi         | Osella - Alfa Romeo      | -      | No classificat    | 27              |       |